# Uṣás

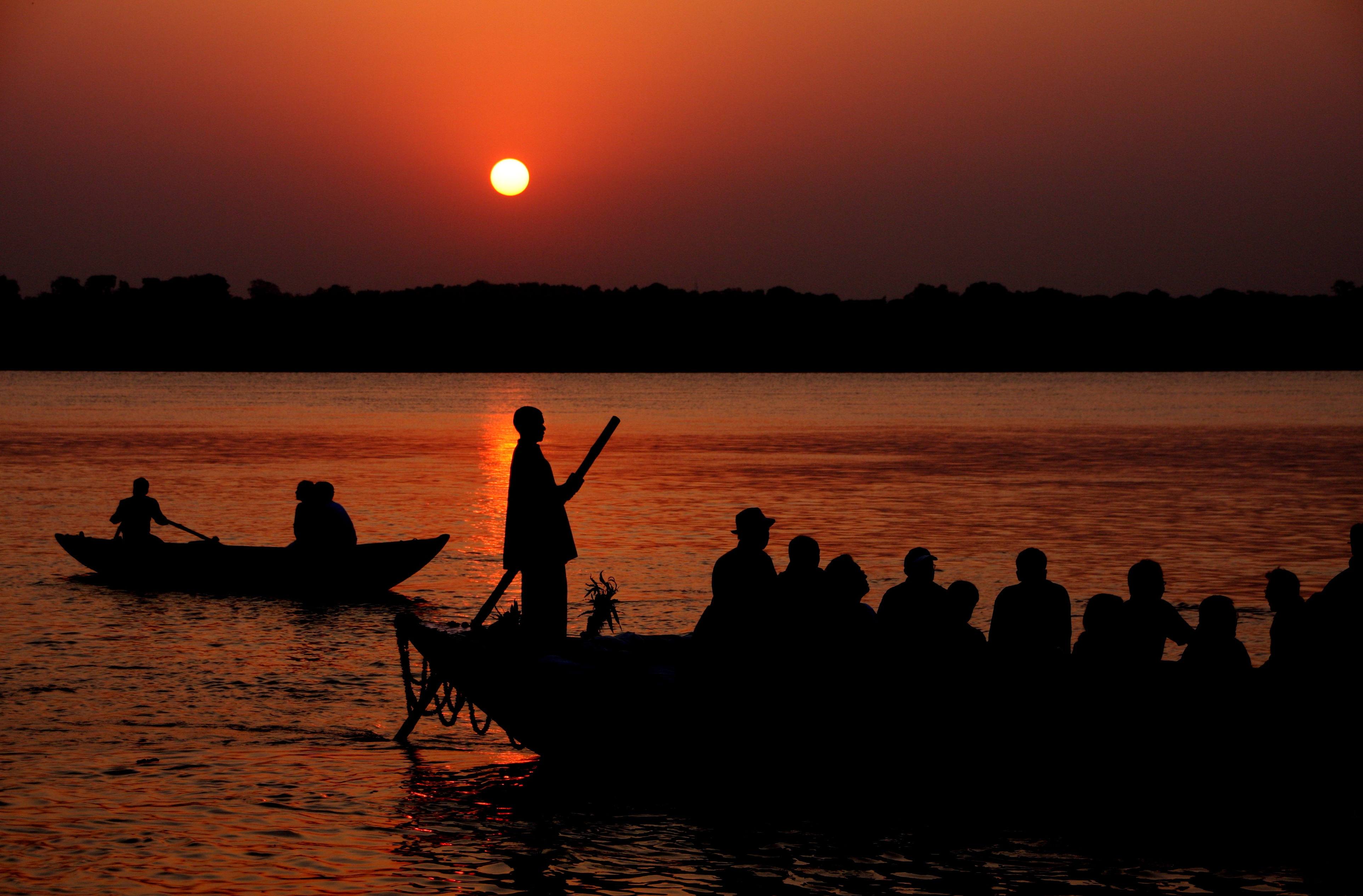
Aurora sul Gange

Uṣás (devanāgarī: उषस्, IAST: Uṣás, Ushas nella grafia anglosassone) è la dea vedica e induista del crepuscolo, in particolare quello relativo all'aurora.
Nel Ṛgveda Saṃhitā è invocata in più di venti inni (sùkta), spesso al plurale in quanto l'estensore intende celebrare tutte le Uṣas che si sono manifestate. 
Gli inni la descrivono molto bella e seducente, vestita di luce, "rosa" (aruṇa). 
Il suo compito è risvegliare gli esseri viventi affinché questi si dedichino alle loro occupazioni. 
Il Sole, Sūrya, la segue come un innamorato; la Notte, Rātrī, è sua sorella minore. Va tenuto presente infatti che se la percezione moderna è solita dividere il tempo in giorno e notte, quella antica inframmezzava queste due dimensioni con il crepuscolo, questo considerato a sé stante.
2. ruśadvatsā ruśatī śvetyāghādāraighu kṛṣṇā sadanānyasyāḥ samānabandhū amṛte anucī dyāvā varṇaṃ carata āmināne
 
3. samāno adhvā svasroranantastamanyānyā carato devaśiṣṭe na methete na tasthatuḥ sumeke naktoṣāsā samanasā virūpe 
 
4. bhāsvatī netrī sūnṛtānāmaceti citrā vi duro na āvaḥ  prārpyā jaghad vyu no rāyo akhyaduṣā ajīgharbhuvanāni viśvā
 
5. jihmaśye caritave maghonyābhoghaya iṣṭaye rāya u tvam dabhraṃ paśyadbhya urviyā vicakṣa uṣā»
splendido segno precursore è nato diffondendosi in ogni
direzione. Come era stata messa in moto da un impulso
di Savitar, la notte ha appena lasciato il posto all'aurora.

2.La bianca è arrivata, chiara col suo chiaro vitello
e la nera ha lasciato le sue sedi. Parenti, immortali, succedendosi
l'uno all'altro, i due cieli (diurno e notturno)
ruotano, scambiando i loro colori.

3.Il cammino delle due sorelle è comune, infinito. Lo
percorrono una dopo l'altra, istruite dagli dèi. La notte
e l'aurora non si urtano, non hanno mai cessato di alternarsi,
simili nello spirito, diverse nella forma.

4.Guida luminosa delle imprese virili, la ragguardevole
è appena stata notata. Ci ha aperto le porte. Dopo aver
messo in moto il mondo animato, ha visto per noi le ricchezze.
L'Aurora ha svegliato gli esseri tutti.

5.Chi giaceva di traverso perché si movesse, uno perché
andasse in cerca di cibo, un altro per la ricchezza, quelli
che vedevano male perché vedessero meglio: generosa,
l'Aurora ha svegliato gli esseri tutti.»
(Ṛgveda, I, 113, 1-5; traduzione di Philippe Swennen in  Hinduismo antico (a cura di Francesco Sferra). Milano, Mondadori, 2010, p. 9)